# Biblioteca Nacional de Puerto Rico
La Biblioteca Nacional de Puerto Ricoés una biblioteca nacional creada l'11 d'abril de 1973 i ubicada a San Juan. Va ser creada per la llei 44 de 1967 com a Biblioteca General de Puerto Rico, més tard derogada i substituïda la resolució 188 de 2003 on es va declarar Biblioteca Nacional. La biblioteca està adscrita a l'Institut de Cultura de Puerto Rico.
La biblioteca s'allotja en un edifici clàssic del segle xix, molt a prop de la fàbrica del Rom Bacardi, juntament amb els Arxius Generals de Puerto Rico. La biblioteca té col·leccions especialitzades com: la Col·lecció Dominicana de llibres religiosos que daten dels segles XVI-XIX, la col·lecció Eugenio Maria de Hostos, que inclou 1.300 manuscrits digitalitzats, i la col·lecció privada de Concha Meléndez, crítica literària i antiga professora a la Universitat de Puerto Rico.
L'edifici és entre el Vell San Juan, la ciutat colonial, i el Centre de Convencions de Puerto Rico, on es va celebrar el 77è Congrés Mundial de Biblioteques i Informació de la Federació Internacional d'Associacions de Biblioteques. Està just al davant del parc Luis Muñoz Rivera i des de les seves finestres es pot veure la badia. Les seves instal·lacions estan climatitzades i té accés d'Internet lliure. La biblioteca i arxius comparteixen un amfiteatre de 119 seients a nivell de carrer on cadascú té el seu escriptori individual, amb una vista sense obstacles.